# 1-й истребительный авиационный корпус
1-й истреби́тельный авиацио́нный ко́рпус (1-й иак) — соединение Военно-Воздушных сил (ВВС) Вооружённых Сил РККА, принимавшее участие в боевых действиях Великой Отечественной войны.

## Наименования корпуса
- 1-й истребительный авиационный корпус
- 1-й гвардейский истребительный авиационный корпус
- 1-й гвардейский истребительный авиационный Минский корпус
- 61-й гвардейский истребительный авиационный Минский корпус

## История создания и боевой путь корпуса
1-й истребительный авиационный корпус начал формироваться 10 сентября 1942 года на базе 1-й истребительной авиационной армии. Ставка Верховного Главнокомандования приказала окончить формирование корпуса 15 октября. Первоначальный состав корпуса включал две дивизии:
- 274-я истребительная авиационная дивизия — вооружалась самолётами Як-1 и Як-7б. Один полк из её состава находился на переучивании в глубоком тылу. Остальные два полка дивизии располагались на подмосковных аэродромах.
- 282-я истребительная авиационная дивизия — в составе трёх полков имела на вооружении самолёты Як-7б и базировалась неподалеку от 274-й иад.

Выписка из приказа:

 1. Сформировать и иметь в резерве Ставки Верховного Главнокомандования:

а) 1-й истребительный авиационный корпус в составе:

Управления авиакорпуса по штату № 015/281, 126-го батальона связи по штату № 015/215, 274, 282, 215 и 235-й авиационных дивизий каждая в составе трёх истребительных авиаполков по 32 самолёта каждый.

1-й истребительный авиакорпус дислоцировать в районе Подольск, Химки, Люберцы.

3. В составе истребительных и штурмовых авиаполков иметь по три эскадрильи, состоящих из двух звеньев по 4 самолёта и 2 самолётов командира и военного комиссара эскадрильи. В звене управления полка иметь 2 самолёта, предназначенных для командира полка и военного комиссара полка.

4. 1-ю и 2-ю истребительные и 1-ю бомбардировочную авиаармии — расформировать. Личный состав и имущество обратить на укомплектование формируемых авиакорпусов.

5. Авиационные корпуса включить в состав действующей армии.

…

11. Назначить:

Командиром 1-го истребительного авиакорпуса генерал-майора авиации Белецкого Е. М.— приказ НКО СССР № 00196 от 10 сентября 1942 года
20 сентября 1942 года распоряжением командующего ВВС Красной Армии 282-я истребительная авиадивизия была выведена из состава корпуса. Вместо неё прибыла 235-я истребительная авиационная дивизия под командованием подполковника Ивана Дмитриевича Подгорного, в составе трёх полков: 3-й гвардейский, 181-й и 239-й авиационные полки, на вооружении которых находились истребители Ла-5. В состав 274-й истребительной авиадивизии вошли 271-й, 653-й и 875-й полки, вооружённые истребителями Як-1 и Як-7б. Руководящий состав до командиров звеньев всех полков имел боевой опыт.
Являясь резервом ставки ВГК 1-й истребительный авиакорпус для усиления 3-й воздушной армии Калининского фронта, обеспечивавшей предстоявшее наступление войск Калининского фронта, был передан в её оперативное подчинение. C 16 по 20 октября корпус перебазировался на аэродромы через промежуточные аэродромы Будово и Выдропужск. Войска Калининского и Западного фронтов должны были в конце ноября 1942 г. начать наступление на великолукском и ржевско-сычевском направлениях с целью ликвидации плацдармов и узлов сопротивления в районах Великих Лук, Ржева, Сычёвки, а также сковать силы противника на центральном участке фронта и не допустить их переброски на юго-западное направление, где Красная Армия вела кровопролитные оборонительные бои.
Войска Калининского фронта вели боевые действия на территории Калининской, Новгородской и Великолукской областей, изобилующих лесными массивами, большим количеством озёр и рек. К началу Великолукской наступательной операции распоряжением командующего ВВС Красной Армии из состава корпуса была выведена 235-я истребительная авиадивизия. В составе корпуса осталась только 274-я истребительная авиационная дивизия в составе:
- 271-й истребительный авиационный полк;
- 653-й истребительный авиационный полк;
- 875-й истребительный авиационный полк.

Заместитель командира эскадрильи лейтенант П. А. Гражданинов. Совершил первый в истории корпуса таран. В 1943 году присвоено звание Герой Советского Союза.

В начале декабря 1942 года в состав корпуса вошла 210-я истребительная авиационная дивизия:
- - 32-й гвардейский истребительный авиационный полк (32 экипажа Як-1);
  - 169-й истребительный авиационный полк (32 экипажа Ла-5).

Распределение задач между дивизиями произошло следующим образом:
- Перед 210-й истребительной авиадивизией стояла задача надёжного прикрытия войск 41-й армии. Кроме того, она должна была обеспечить боевые действия бомбардировочной и штурмовой авиации 3-й воздушной армии.
- 274-я истребительная авиадивизия всем составом прикрывала войска 3-й ударной армии на великолукском направлении и обеспечивала боевые действия своей авиации.

Люфтваффе также усилила свою авиационную группировку, перебрасив новые авиационные части. В числе других прибыла 4-я группа 51-й истребительной эскадры «Мельдерс» (Jagdgeschwader 51 «Mölders»), которая была укомплектована имевшими большой боевой опыт лётчиками.

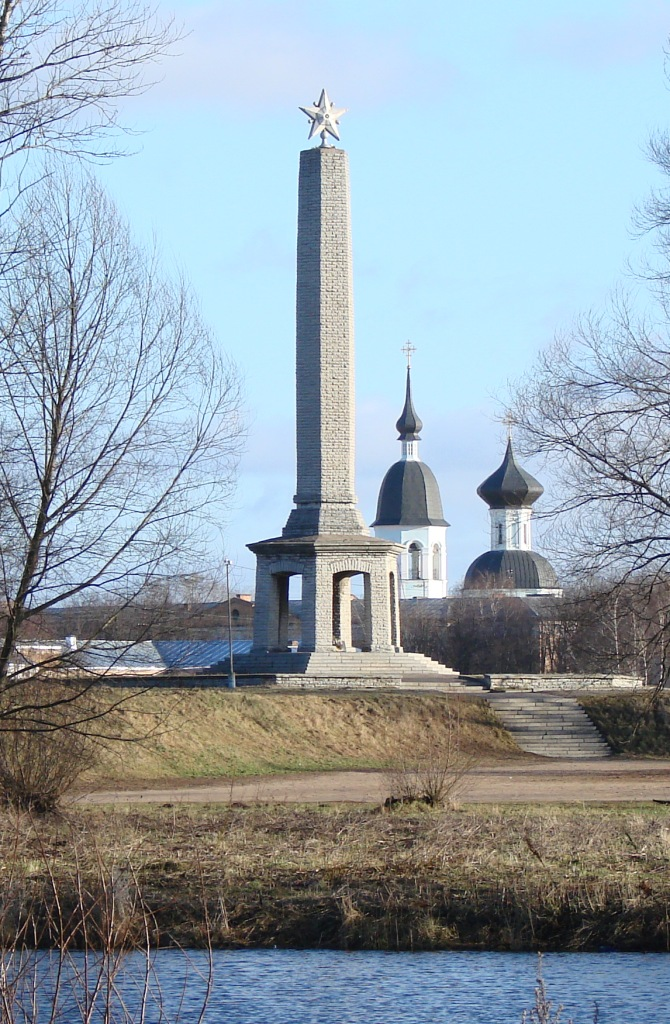
Обелиск Славы в Великих Луках в честь воинов-освободителей города

С 10 по 15 декабря 1942 г. 3-я ударная армия вела напряжённые сдерживающие бои. Погода почти не давала возможности авиации поддерживать свои войска. И только 16 декабря улучшилась погода. Ожесточённые бои в воздухе происходили в конце декабря 1942 года. По 20 — 30 самолётов одновременно находились над полем боя с утра до наступления сумерек. Особенно напряжённым для лётчиков корпуса был день 29 декабря 1942 г. За день было произведено 178 самолёто-вылетов. В 24 групповых воздушных боях сбито 35 самолётов противника. Наибольших же успехов 29 декабря добились лётчики 169-го истребительного авиаполка. В течение дня они уничтожили 21 вражеский самолёт, из которых 12 сбили за один вылет. Заместитель командира эскадрильи лейтенант П. А. Гражданинов совершил первый в корпусе таран, а после тарана продолжал вести воздушный бой и сбил ещё один Ju-87.
30 декабря 3-я ударная армия продолжала штурмовать крепость в центре города Великие Луки. В течение дня части корпуса провели 18 воздушных боев, в результате которых уничтожили 20 самолётов противника. В отдельные часы 29 и 30 декабря в небе над городом находилось до 300 советских и немецких самолётов. Командующий 3-й воздушной армией в приказе от 31 декабря 1942 г. отмечал:

«Части 1-го истребительного авиационного корпуса, имея задачу в течение дня 30 декабря 1942 года прикрыть боевые порядки своих войск, обеспечить действия штурмовой и бомбардировочной авиации и не допустить сбрасывания грузов блокированным частям противника в районе Великие Луки, выполнили свою задачу отлично. Истребители корпуса не позволили авиации противника действовать по нашим войскам, ведущим наступление в городе Великие Луки, сорвали попытку врага сбрасывать окруженным войскам грузы, в течение дня удерживали тактическое господство в воздухе. Все это наблюдал командующий войсками фронта генерал М. А. Пуркаев, присутствуя в районе боевых действий. Военный совет фронта объявляет благодарность всем летчикам-истребителям, участвовавшим в воздушных боях 30 декабря 1942 года, и выражает уверенность в том, что летчики 1-го истребительного авиационного корпуса с честью выполнят до конца задачу борьбы с авиацией противника. Поздравляю командира 1-го истребительного авиационного корпуса генерал-майора авиации Е. М. Белецкого и летчиков авиакорпуса с успехом, достигнутым 30 декабря»— Приказ командующего 3-й воздушной армии от 31 декабря 1942 г.
2 января 1943 г. в сводке Совинформбюро было сообщено об освобождении Великих Лук. Однако в окружённой со всех сторон крепости продолжали обороняться крупные силы противника. 2 января 1943 года войска фронта приступили к ликвидации окружённой группировки. 210-я и 274-я истребительные авиадивизии по-прежнему прикрывали войска 3-й ударной армии и обеспечивали боевые действия бомбардировщиков и штурмовиков, одновременно блокируя с воздуха окружённую в Великих Луках группировку противника. Почти каждый вылет 6 января 1943 года сопровождался воздушными боями. Лётчики корпуса за этот день провели 20 групповых воздушных боев, в результате которых сбили 17 бомбардировщиков и 21 истребитель противника. Особенно большого успеха добились лётчики 32-го гвардейского истребительного авиационного полка, уничтожив 17 самолётов противника.
Бои за Великие Луки продолжались. 11 января 1943 г. противник возобновил контрнаступление. Авиация противника применяла группы по 10—20 самолётов Ме-109 и ФВ-190, прикрывая свои войска, пыталась не допустить ударов наших штурмовиков и бомбардировщиков. Истребители корпсуа вступали в бой с численно превосходящим противником. Так, 14 января шестёрка Як-1 653-го истребительного авиаполка, ведомая командиром эскадрильи капитаном Г. Д. Кудленко, над полем боя встретила 10 истребителей Ме-109 и ФВ-190. Пять из десяти самолётов противника были сбиты. Наша группа потерь не имела.
За 14 января части корпуса произвели 131 боевой вылет, провели 10 групповых воздушных боев, в которых сбили 24 самолёта противника. 15 января 1943 г. лётчики корпуса провели 16 воздушных боев, в которых уничтожили 32 самолёта противника. 17 января 1943 г. войска Калининского фронта окончательно разгромили окружённый вражеский гарнизон в Великих Луках.
1-й истребительный авиационный корпус резерва Верховного Главнокомандования сломил сопротивление отборных сил авиации противника, в ожесточённых воздушных боях нанес ей решительное поражение, уничтожив 282 самолёта. Свои потери составили 40 лётчиков и 60 самолётов. Завоеванное в декабре 1942 г. господство в воздухе лётчики 1-го истребительного авиакорпуса удерживали до конца боевых действии на великолукском направлении.

## Преобразование корпуса
1-й истребительный авиационный корпус 18 марта 1943 года переименован в 1-й гвардейский истребительный авиационный корпус

## В действующей армии
В составе действующей армии:
- с 21 октября 1942 года по 18 марта 1943 года, всего 149 дней

## Командир корпуса
- Генерал-майор авиации Белецкий Евгений Михайлович[2][5] с 10 сентября 1942 года по 17 марта 1943 года
- Генерал-лейтенант авиации Белецкий Евгений Михайлович[5] с 17 марта 1943 года по 18 марта 1943 года

## Начальник штаба корпуса
- Комбриг Беличенко Пётр Петрович

## В составе объединений
| Объединение                                                           | Период                  |
| --------------------------------------------------------------------- | ----------------------- |
| Авиация Резерва Верховного Главного Командования                      | 10.09.1942 — 21.10.1942 |
| 3-я воздушная армия Калининского фронта                               | 21.10.1942 — 18.03.1943 |
| Частью сил в распоряжении 6-й воздушной армии Северо-Западного фронта | 05.03.1943 — 30.03.1943 |

## Соединения, части и отдельные подразделения корпуса

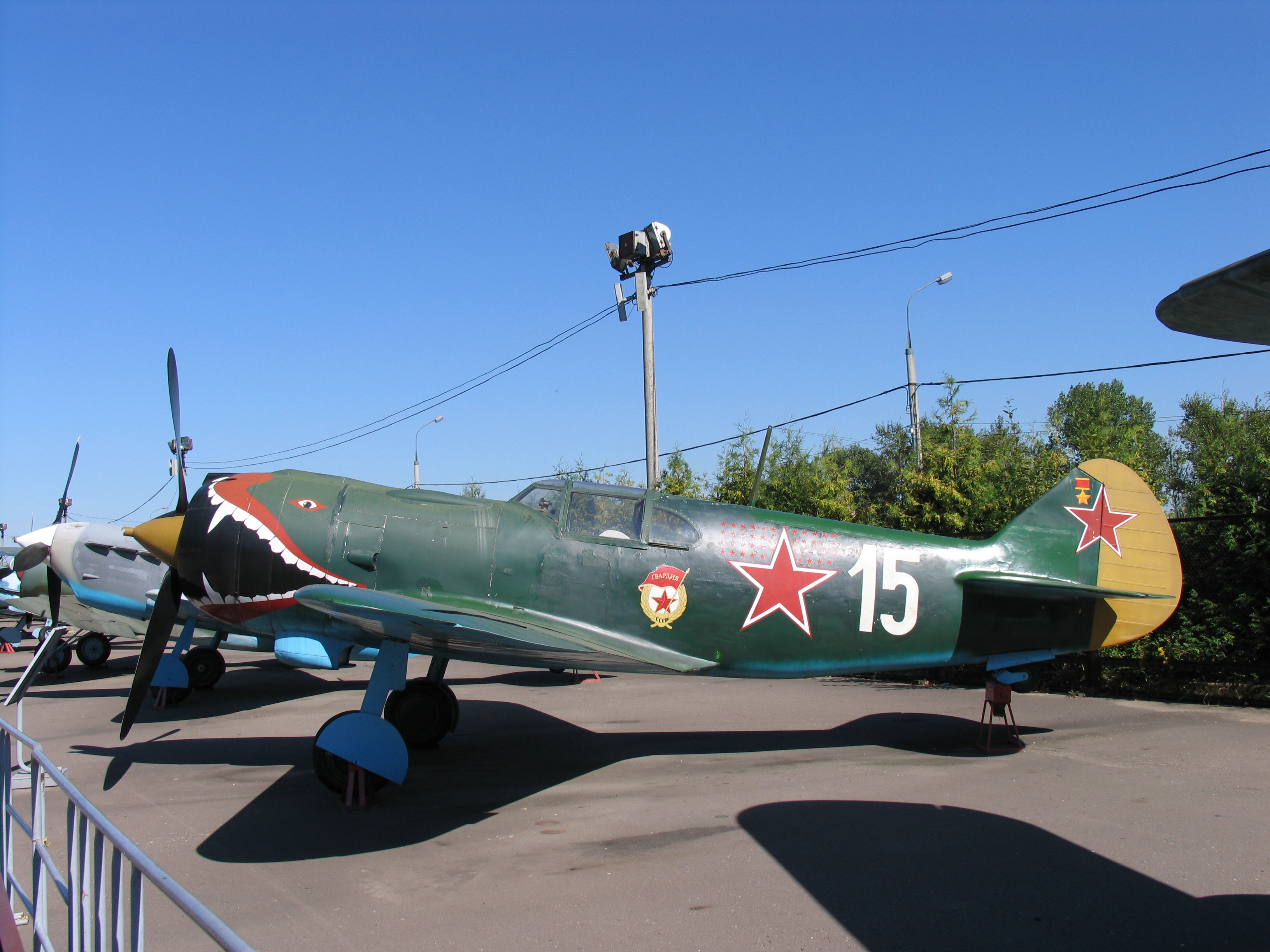
Основной истребитель корпуса Ла-5

- 215-я истребительная авиационная дивизия (11 ноября 1942 года вошла в состав 2-го истребительного авиационного корпуса в полном составе)[6]
  - 2-й гвардейский истребительный авиационный полк
  - 263-й истребительный авиационный полк (с 18.10.1942 г.)
  - 522-й истребительный авиационный полк (с 15.10.1942 г.)
- 235-я истребительная Сталинградская авиационная дивизия (01 ноября 1942 года вошла в состав 1-го смешанного авиационного корпуса в полном составе)[6]
  - 3-й гвардейский истребительный авиационный полк[2];
  - 181-й истребительный авиационный полк[2];
  - 239-й истребительный авиационный полк[2].
- 274-я истребительная авиационная дивизия (вошла в состав корпуса 22 октября 1942 года)[6][7]
  - 271-й истребительный авиационный полк
  - 653-й истребительный авиационный полк
  - 875-й истребительный авиационный полк
- 282-я истребительная авиационная дивизия[6] (с 10 сентября 1942 года по 20 сентября 1942 года)[2].
  - 127-й истребительный авиационный полк
  - 517-й истребительный авиационный полк
  - 774-й истребительный авиационный полк
- 210-я истребительная авиационная дивизия (вошла в состав корпуса в начале декабря 1942 года)[2]:
  - 32-й гвардейский истребительный авиационный полк;
  - 169-й истребительный авиационный полк.
- 390-я отдельная авиационная эскадрилья связи
- 260-я отдельная рота связи
- 1558-я военно-почтовая станция

Корпус обслуживался 57-м районом авиационного базирования (103-й, 650-й и 837-й батальоны аэродромного обслуживания).

## Участие в операциях и битвах
- Великолукская операция с 23 ноября 1942 года по 18 марта 1943 года.
- Демянская операция с 15 февраля 1943 года по 28 февраля 1943 года.

## Переименование в гвардейские части
- 1-й истребительный авиационный корпус переименован в 1-й гвардейский истребительный авиационный корпус[3]
- 210-я истребительная авиационная дивизия переименована в 3-ю гвардейскую истребительную авиационную дивизию[3]
- 274-я истребительная авиационная дивизия переименована в 4-ю гвардейскую истребительную авиационную дивизию[3]
- 169-й истребительный авиационный полк переименован в 63-й гвардейский истребительный авиационный полк[3]
- 271-й истребительный авиационный полк переименован в 64-й гвардейский истребительный авиационный полк[3]
- 653-й истребительный авиационный полк переименован в 65-й гвардейский истребительный авиационный полк[3]
- 875-й истребительный авиационный полк переименован в 66-й гвардейский истребительный авиационный полк[3]
- 390-я отдельная авиационная эскадрилья связи переименована в 1-ю гвардейскую отдельную авиационную эскадрилью связи[3]

## Герои Советского Союза
| - Анискин, Александр Дмитриевич, старший лейтенант, старший лётчик 32-го гвардейского истребительного авиационного полка 210-й истребительной авиационной дивизии 1-го истребительного авиационного корпуса 3-й воздушной армии 22 февраля 1943 года удостоен звания Герой Советского Союза. Посмертно. - Гарам, Михаил Александрович, старший лейтенант, старший лётчик 32-го гвардейского истребительного авиационного полка 210-й истребительной авиационной дивизии 1-го истребительного авиационного корпуса 3-й воздушной армии 22 февраля 1943 года удостоен звания Герой Советского Союза. Золотая Звезда № 807 - Вострухин, Пётр Михайлович, младший лейтенант, старший лётчик 271-го истребительного авиационного полка 274-й истребительной авиационной дивизии 1-го истребительного авиационного корпуса 3-й воздушной армии 01 мая 1943 года удостоен звания Герой Советского Союза. Золотая Звезда № 928 - Глухих, Иван Михайлович, капитан, штурман 271-го истребительного авиационного полка 274-й истребительной авиационной дивизии 1-го истребительного авиационного корпуса 3-й воздушной армии 01 мая 1943 года удостоен звания Герой Советского Союза. Золотая Звезда № 929 - Гражданинов, Павел Андреевич, лейтенант, командир звена 169-го истребительного авиационного полка 210-й истребительной авиационной дивизии 1-го истребительного авиационного корпуса 3-й воздушной армии 01 мая 1943 года удостоен звания Герой Советского Союза. Посмертно. - Кирьянов, Константин Андрианович, старший лейтенант, командир эскадрильи 875-го истребительного авиационного полка 274-й истребительной авиационной дивизии 1-го истребительного авиационного корпуса 3-й воздушной армии 01 мая 1943 года удостоен звания Герой Советского Союза. Золотая Звезда № 930 - Котов, Александр Григорьевич , старший лейтенант, заместитель командира эскадрильи 32-го гвардейского истребительного авиационного полка 210-й истребительной авиационной дивизии 1-го истребительного авиационного корпуса 3-й воздушной армии 22 февраля 1943 года удостоен звания Герой Советского Союза. Золотая Звезда № 813 - Муравьёв, Павел Игнатьевич, старший лейтенант, командир эскадрильи 271-го истребительного авиационного полка 274-й истребительной авиационной дивизии 1-го истребительного авиационного корпуса 3-й воздушной армии 01 мая 1943 года удостоен звания Герой Советского Союза. Золотая Звезда № 932 - Орехов, Владимир Александрович, старший лейтенант, командир звена 32-го гвардейского истребительного авиационного полка 210-й истребительной авиационной дивизии 1-го истребительного авиационного корпуса 3-й воздушной армии 01 мая 1943 года удостоен звания Герой Советского Союза. Золотая Звезда № 926 - Савельев, Василий Антонович, старший лейтенант, командир звена 32-го гвардейского истребительного авиационного полка 210-й истребительной авиационной дивизии 1-го истребительного авиационного корпуса 3-й воздушной армии 01 мая 1943 года удостоен звания Герой Советского Союза. Золотая Звезда № 934 - Сыромятников, Сергей Васильевич, лейтенант, заместитель командира эскадрильи 875-го истребительного авиационного полка 274-й истребительной авиационной дивизии 1-го истребительного авиационного корпуса 3-й воздушной армии 01 мая 1943 года удостоен звания Герой Советского Союза. Посмертно - Федотов, Андрей Андреевич, майор, штурман 169-го истребительного авиационного полка 210-й истребительной авиационной дивизии 1-го истребительного авиационного корпуса 3-й воздушной армии 01 мая 1943 года удостоен звания Герой Советского Союза. Золотая Звезда № 967 - Хасин, Виктор Яковлевич, капитан, командир эскадрильи 271-го истребительного авиационного полка 274-й истребительной авиационной дивизии 1-го истребительного авиационного корпуса 3-й воздушной армии 01 мая 1943 года удостоен звания Герой Советского Союза. Золотая Звезда № 936 - Хользунов, Алексей Иванович, лейтенант, заместитель командира эскадрильи 32-го гвардейского истребительного авиационного полка 210-й истребительной авиационной дивизии 1-го истребительного авиационного корпуса 3-й воздушной армии 01 мая 1943 года удостоен звания Герой Советского Союза. Посмертно - Чернобай Андрей Петрович, заместитель командира эскадрильи 875-го истребительного авиационного полка 274-й истребительной авиационной дивизии 1-го истребительного авиационного корпуса 3-й воздушной армии 22 февраля 1943 года удостоен звания Герой Советского Союза. Золотая Звезда № 815 - Якубов, Илья Фомич, лейтенант, заместитель командира эскадрильи 653-го истребительного авиационного полка 274-й истребительной авиационной дивизии 1-го истребительного авиационного корпуса 3-й воздушной армии 22 февраля 1943 года удостоен звания Герой Советского Союза. Золотая Звезда № 817 |

## Боевые эпизоды

### Воздушные бои 169-го истребительного авиационного полка
Первые встречи лётчиков 169-го истребительного авиационного полка с воздушным противником на Калининском фронте состоялись 08.12.1942 г.
Группа Ла-5 под руководством командира 2-й авиационной эскадрильи 169-го истребительного авиационного полка старшего лейтенанта А. М. Числова в составе П. А. Гражданинова, Давыдова, Козобродова, Емлютина осуществляя прикрытие боевых порядков наземных войск в районе Батурино — Дубровка, встретила 4 He-111 и 12 Bf-109. Завязался воздушный бой. В результате боя старший лейтенант Числов сбил один He-111, а лейтенант П. А. Гражданинов сбил два Bf-109. А при возвращении домой лейтенант П. А. Гражданинов — Fw-189.
Всего за первый день столкновения с немцами было проведено 4 воздушных боя, было потеряно 4 самолёта (лётчики Давыдов, Козобродов, Кудряшов и Зайцев).

### Воздушный бой
21.02.1943 г. по вызову с командного пункта 210-й истребительной авиационной дивизии с целью прикрытия своих войск в районе Демянска была поднята группа Ла-5 в составе 6 экипажей из 169-го истребительного авиационного полка под командованием старшего лейтенанта А. М. Числова. Выйдя в район патрулирования группа на высоте 500 м встретила восемь Bf-109. Через некоторое время в район патрулирования подошла ещё одна группа из четырёх Bf-109. Группа Ла-5 завязал воздушный бой. Наши лётчики умело строили тактику воздушного боя за счёт хорошо отработанного взаимодействия в группе, и особенно в паре. Группа вела бой с двукратно-превосходящим по численности противником: 6 Ла-5 против 12-ти Bf-109.
Немецкие лётчики сумели разделить группу Ла-5, отколов от неё старшего сержанта Давыдова. Воздушный бой старший сержант Давыдов вёл против 6 Bf-109. На помощь ему пришёл старший лейтенант П. А. Гражданинов. Воздушный бой перешёл от оборонительного к наступательному. Пара советских Ла-5 против шестёрки Bf-109. Соотношение сторон 1 к 3-м в пользу немецких лётчиков. В результате воздушного боя старший лейтенант П. А. Гражданинов сбил 3-х Bf-109, а старший сержант Давыдов — двух Bf-109. Всего немецкие лётчики потеряли пять самолётов из шести. Один из участвующих в воздушном бою Bf-109 и сбитый старшим лейтенантом П. А. Гражданиновым произвёл вынужденную посадку на территории советских войск. Считается, что этим немецким лётчиком был Ханс «Асси» Хан (Hans «Assi» Hahn) на самолёте Bf-109G-2/R6 W.Nr.13949, на счету которого числилось 108 воздушных побед. Лётчик был пленён.

### Сопровождение штурмовиков
Девять экипажей Ил-2 в сопровождении шести Як-1 из 653-го истребительного авиационного полка 06.03.1943 г. нанесла удар по цели в районе Демянска.
Группа истребителей сопровождения обнаружила 6 немецких истребителей, заходящих на группу прикрытия со стороны солнца. Целью немецких лётчиков было развеять порядки группы прикрытия, а после этого приняться за штурмовики. Штурмовики продолжали, несмотря на атаку Bf-109 и плотный заградительный огонь зенитной артиллерии противника выполнять свою задачу по уничтожению наземных целей противника. В результате воздушный бой принял характер, при котором образовалась последовательная цепочка самолётов, следующих друг за другом: за каждым Як-1 следовал один Bf-109, за которым следовал Як-1. Вся эта цепочка кружила над группой штурмовиков, выполняющих свою задачу. В результате воздушного боя было сбито 4 Bf-109, а два оставшихся вышли из боя и ушли на свой аэродром. Воздушные победы записали на свой счёт лейтенанты В. В. Скорук, А.Г Кулиев, старший сержант Г. Г. Гуськов и сержант А. И. Попов.
После воздушного боя штурмовики выполнили второй заход на цель, по команде своего ведущего собрались в сомкнутый боевой порядок всем составом (девять экипажей Ил-2) и уйдя на малую высоту пошли в сторону линии фронта. Группа прикрытия продолжала сопровождение до заданной точки.

## Книги о корпусе
- Костенко Филипп Алексеевич. Корпус крылатой гвардии. — Отдельное издание. — М.: Воениздат, 1974. — 269 с ил. с. — 50 000 экз..